# Leedsichthys
Leedsichthys is een van de grootste geslachten van vissen die ooit gezwommen hebben met een bekende lengte tot 16,5 meter. Dit geslacht behoorde tot de Pachycormidae, een groep uitgestorven beenvisachtigen of Osteichthyes.
Toen in de negentiende eeuw in Engeland de botten van Leedsichthys ontdekt werden, zag men ze eerst aan voor de resten van dinosauriërs. In 1889 kreeg het geslacht zijn naam, die "Leeds-vis" betekent, toen de typesoort Leedsichthys problematicus benoemd werd. In 1999 werd nog een tweede soort benoemd, Leedsichthys notocetes uit Chili, maar misschien gaat het daarbij om hetzelfde dier. Van Leedsichthys is een half dozijn uitgebreidere fossielen opgegraven maar die zijn allemaal min of meer onvolledig. Veel is daarom nog omstreden van de bouw van het dier, vooral zijn grootte.
Tegen het eind van de twintigste eeuw werd de lengte van Leedsichthys wel zo hoog geschat als dertig meter. Eerdere schattingen hadden veel lager gelegen, rond de negen meter. In het begin van de eenentwintigste eeuw keerde men weer tot de oorspronkelijke lage schatting terug. In 2013 werd echter duidelijk dat sommige exemplaren toch een lengte van ruim zestien meter hadden bereikt. Leedsichthys had een vrij langgerekt lichaam met een grote staart en lange borstvinnen. Zijn skelet bestond voor een groot gedeelte uit kraakbeen. De beenderen van het schedeldak hadden echter dikke bulten. Leedsichthys was tandeloos. Hij ving geen grote prooien, maar filterde net als de hedendaagse walvishaai met zijn kieuwen plankton uit het zeewater om zich ermee te voeden. De kieuwen waren daartoe uitgerust met een ingewikkeld systeem van rakels en zeven. Leedsichthys leefde in dezelfde tijd als Liopleurodon, een reusachtig zeereptiel dat tot tien meter lang werd en misschien de belangrijkste natuurlijke vijand vormde.

## Vondst en naamgeving
De versteende botten, kieuwelementen en vinstralen van Leedsichthys werden in Engeland op een oppervlakte van tien vierkante meter in een leemput bij Peterborough opgegraven, gedurende de jaren tachtig van de negentiende eeuw, door de Britse verzamelaar en hereboer Alfred Nicholson Leeds. In 1887 werden ze, na een inspectie in mei 1886, voor het eerst wetenschappelijk beschreven door John Whitaker Hulke die echter dacht dat het ging om de beenplaten van een stegosauriër. Inderdaad waren in de leemgroeven de beenderen gevonden van de dinosauriër Lexovisaurus. De beroemde Amerikaanse paleontoloog en dinosauriërdeskundige professor Othniel Charles Marsh bezocht daarom op 22 augustus 1888 de boerderij van Leeds te Eyebury maar kwam tot de conclusie dat het, althans wat de platen betrof, om de schedelbotten van een reusachtige vis ging. In september 1889 werden ze door Arthur Smith Woodward, die ze begin september 1888 onderzocht had, benoemd als Leedsichthys problematicus. De geslachtsnaam eerde Leeds, de soortaanduiding verwees naar het "problematische" karakter van de vondst die in staat was gebleken de Britse geleerden op het verkeerde been te zetten en ook verder Woodward op veel punten voor raadsels stelde. Leedsichthys betekent "Leeds' vis" vanuit het Oudgrieks ἰχθύς, ichthys, "vis". De naam werd echter als ongepast ervaren omdat hij gevormd was door simpelweg een Engelse achternaam zonder latinisering direct aan een Grieks woord te plakken. In 1890 hernoemde Woodward het dier daarom tot Leedsia problematica. Zulk een hernoeming is naar huidige normen ongeldig en levert slechts een jonger synoniem op; de alternatieve naam werd na het begin van de twintigste eeuw ook door Woodward zelf niet meer gebruikt. Woodward, een visexpert, dacht dat het mogelijkerwijs ging om een enorme steur.
Het holotype, BMNH P.6921, is gevonden in een laag van de Oxford Clay Formation die dateert uit het Callovien, ongeveer 165 miljoen jaar oud. Het bestaat uit een enorme hoeveelheid elementen van de vinnen en het eigenlijke skelet, in totaal 1133 stuks. Wat onduidelijke losse resten werden door Woodward beschreven onder het inventarisnummer BMNH P.6922. Woodward begreep dat fossiele kieuwzeven die in 1857 in de Falaises des Vaches Noires in Normandië in Frankrijk door de verzamelaar Tesson waren ontdekt, met inventarisnummer BMNH 32581, ook aan de soort konden worden toegewezen. Wat hij niet wist was dat al in februari 1875 uit de oude collectie van William Cunnington een fossiel vinfragment van Leedsichthys, specimen BMNH 46355, was aangekocht.

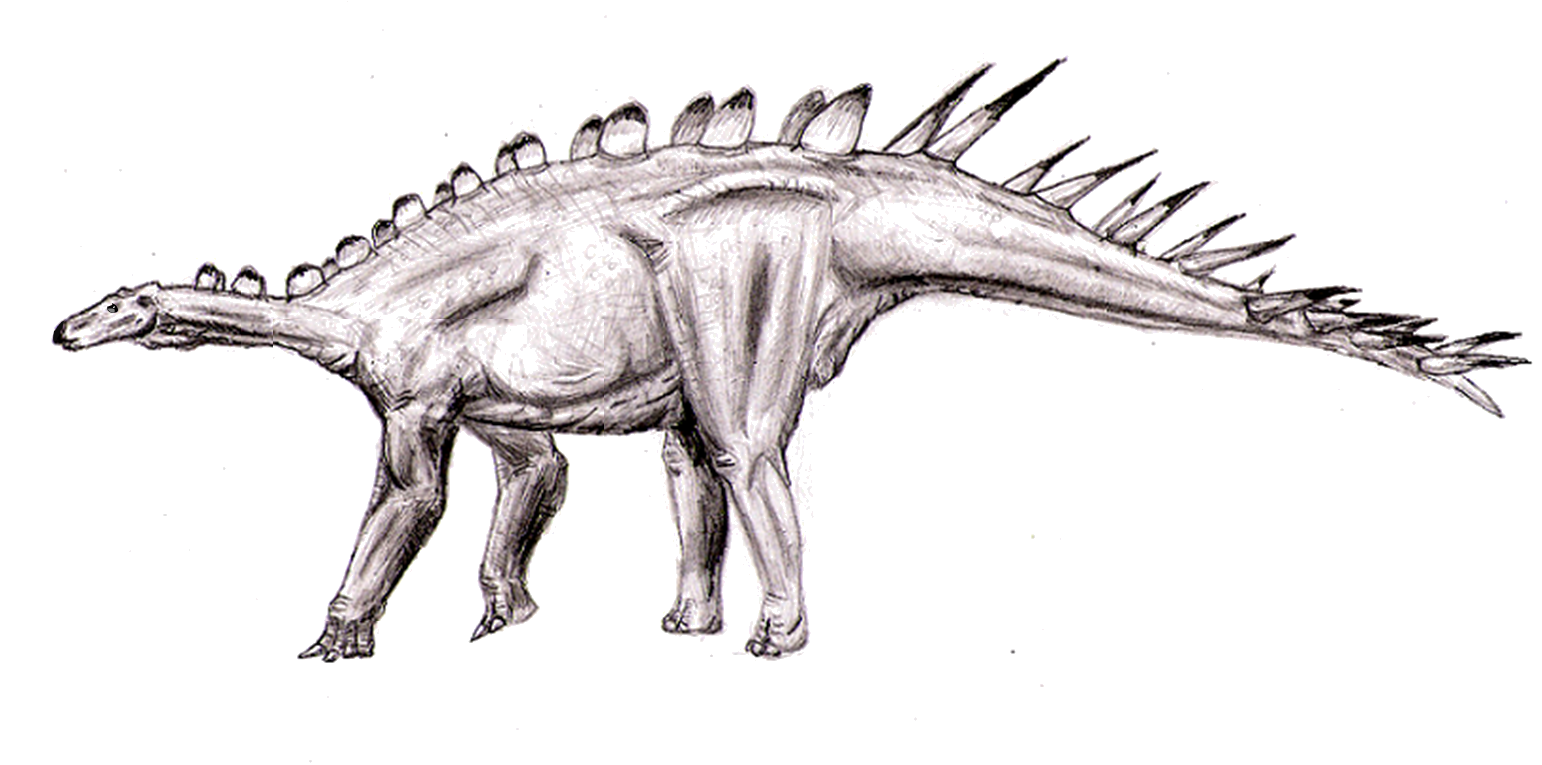
De resten van Leedsichthys zijn vaak verward met die van stegosauriërs

Later zijn op verscheidene plaatsen in Frankrijk, het Verenigd Koninkrijk en Duitsland resten van Leedsichthys aangetroffen, in totaal een zeventigtal specimina. Opmerkelijk genoeg werden die soms opnieuw voor de botten van stegosauriërs aangezien. In 1899 had een rivaal van Leeds, Henry Keeping, rugvinstekels onder diens neus van arbeiders in de leemputten weggekocht. Die werden verworven door de Universiteit van Cambridge en gecatalogiseerd als specimen CAMSM J.46873. In september 1901 werden ze door Friedrich von Huene beschreven als de staartstekels, Schwanzstacheln, van een stegosauriër, Omosaurus; Leeds zelf kon hem datzelfde jaar nog corrigeren. In juli 1982 werd Duitsland een belangrijke vindplaats van Leedsichthys toen twee groepen amateurpaleontologen bij Wallücke onafhankelijk van elkaar hetzelfde skelet begonnen op te graven. Ook hiervan werd een element in 1986 door Rupert Wild ten onrechte als een stegosauriërstekel geïdentificeerd, wat ertoe leidde dat de ongelukkige Ioannis Michelis in 1996 nog een proefschrift wijdde aan manieren om de vermeende Lexovisaurusresten, met een "geavanceerde" botstructuur, van Leedsichthysvondsten met "primitief" bot, te onderscheiden.
In augustus 1978 werden in een collectie in Chili specimina van Leedsichthys ontdekt, opgegraven vanaf 1973 in lagen uit het Oxfordien. In maart 1994 werden die aangevuld door een vrij compleet skelet, specimen SMNK 2573 PAL. In 1999 benoemde David Martill dit als een tweede soort: Leedsichthys notocetes, "het zuidelijke zeemonster", waarvan de vermeende onderscheidende kenmerken echter achteraf het gevolg bleken te zijn van beschadigingen.
De belangrijkste exemplaren van Leedsichthys blijven die welke in de leemputten bij Cambridge gevonden zijn. Deze omvatten NHM P.10156, een stuk van de onderkaken, een belangrijk deel van de kieuwkorf, en kieuwdeksels, op 22 juli 1905 van Leeds aangekocht; NHM P.10000, een vanaf maart 1898 door Leeds opgegraven staart met verdere skeletdelen die na aankoop voor £25, op 17 maart 1899, tot 1987 in het British Museum of Natural History zou worden opgesteld; GLAHM V3363, het in algemene zin meest complete skelet met 904 elementen, in januari 1915 door Leeds aan het Hunterian van de Universiteit van Glasgow verkocht; GLAHM V3362, een tegelijkertijd geleverde borstvin van vermoedelijk hetzelfde individu; NHM P.11823, een skelet van een jong dier waaronder vinnen en schedelelmenten, van Leeds aangekocht in juli 1898 en wellicht de voorkant van hetzelfde dier als NHM P 10000 vertegenwoordigend; PCM F1, een schedelbeen, en PETMG F174, bijgenaamd "Ariston", een in 2001 in de Star Pit gevonden schedel plus een kieuwkorf en een stel borstvinnen samen met delen van een gefossiliseerd maal met in totaal 2100 elementen. Het laatste fossiel werd "Ariston" genoemd naar een televisiereclame uit 1991 voor een wasmachine van dit merk, waarin gesteld werd dat het apparaat maar on and on and on ging net zoals de beenderen van de vis zich in de wand van de leemput voortzetten. "Ariston" is tussen 2001 en 2004 opgegraven waarvoor het nodig was een vijftien meter dikke toplaag van tienduizend ton leem te verwijderen. De preparering was uitermate moeizaam: iedere vinstraal werd gebroken, in stukjes schoongemaakt en daarna in een matrix van kunsthars weer ineengezet. Reeds Leeds zelf zwoer na de preparatie van NHM P.10000 in 1898 dat hij nooit meer een fossiel zou aanraken.
Meer fragmentarische specimina, vooral bestaande uit vinstralen, zijn: PETMG R189, OUMNH J.1803, NMW 19.96.G9, CAMSM X.50111, CAMSM X.50117, CAMSM J.27444, CAMSM J.46876-8, LEICT G471.1897, LEICT G472.1897, LEICT G473.1897, LEICT G519.1993.1-7, BMNH P.6924, BMNH P.6925, BMNH P.6928, BMNH P.11825, BMNH P.66341 en BMNH P.66342.

## Beschrijving

### Skelet

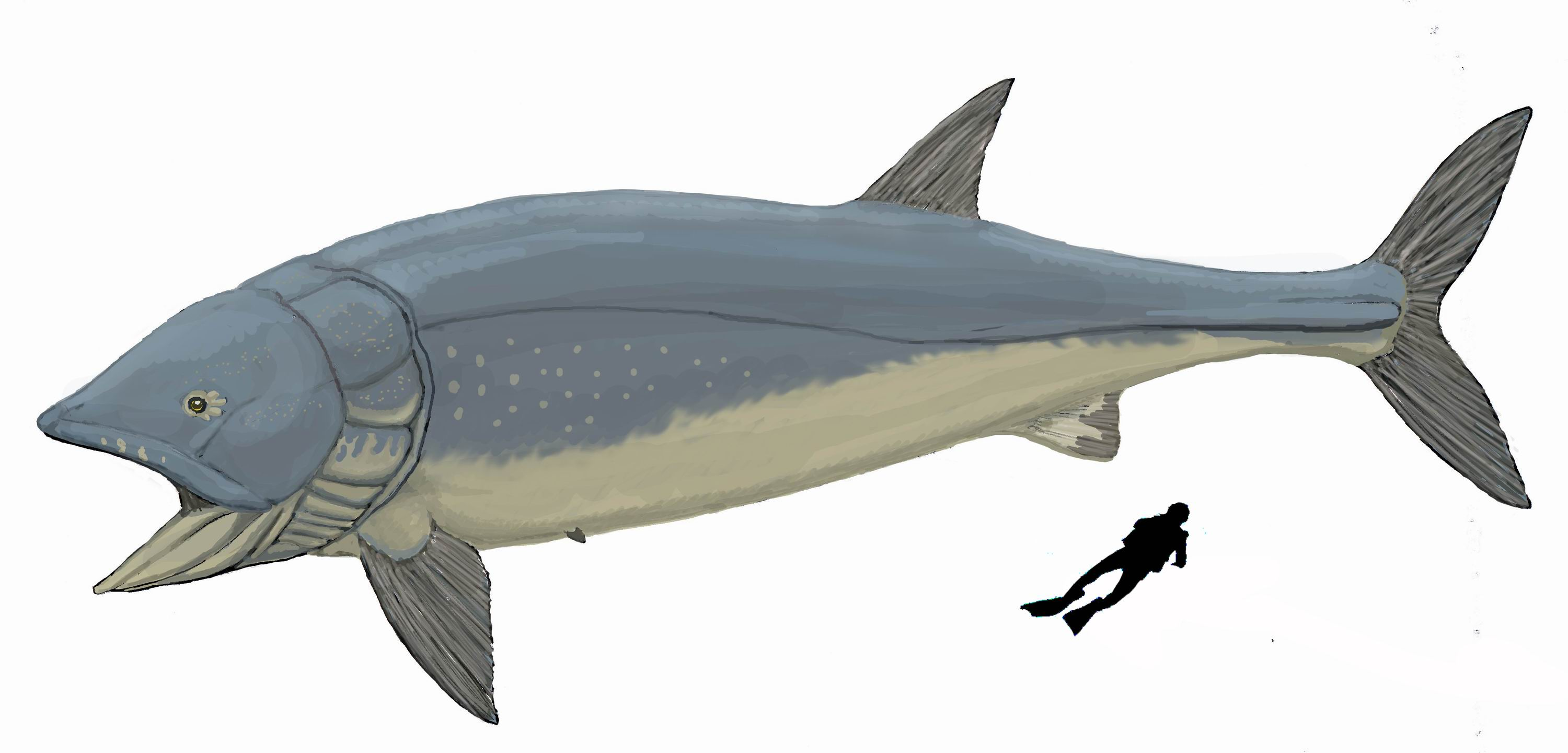
Een vergelijking van een dertien meter lange leedsichthys met een mens

Leedsichthys is een zeer grote beenvisachtige (bony fish), wellicht de grootste die bekend is buiten de Tetrapodomorpha, de tak die de grotendeels landbewonende Tetrapoda opleverde waaronder reusachtige weer naar zee teruggekeerde groepen als de walvissen. De grootste huidige niet-tetrapodomorfe beenvisachtige is vermoedelijk de maanvis, Mola mola, die ruim twee ton zwaar kan worden en daarmee een orde van grootte kleiner is dan Leedsichthys. De langste huidige soort is de zeer langgerekte riemvis, waarvan eens een exemplaar gemeld is van 16,8 meter, dat ongeveer een ton zal hebben gewogen. Van de bouw van Leedsichthys is nog veel onduidelijk doordat alle gevonden exemplaren fragmentarisch zijn en vaak slechts bestaan uit losse onderdelen. De enorme grootte van het dier maakte een snelle bedekking door conserverende modder van een heel individu onwaarschijnlijk en de preservering is daarom slecht, ook omdat veel skeletelementen vermoedelijk slechts matig verbeend waren; zo bleven de wervellichamen steeds uit kraakbeen bestaan en hetzelfde gold vermoedelijk voor sommige ribben en veel schedelelementen. Dit werd verergerd door een sterke interne resorptie van het bot waardoor veel skeletelementen slechts uit holle structuren bestaan. Tijdens de fossilisering worden deze door compressie platgeslagen en gebroken wat hun identificatie ernstig bemoeilijkt. Jeffrey Liston heeft in 2007 een volledige osteologie van Leedsichthys gegeven in een dissertatie, maar die is nooit gepubliceerd. De algemeen toegankelijke informatie is dus beperkt.
In 1988 gaf Martill een diagnose, maar die had voornamelijk betrekking op de absolute afmetingen van de vis als geheel en zijn verschillende onderdelen. Kwalitatief onderscheidende kenmerken werden niet vastgesteld.
Volgens Liston heeft Leedsichthys vermoedelijk een relatief grote kop en tandeloze boven- en onderkaken. Hoewel relatief breed vergeleken met die van verwanten, is de kop langwerpig. Bij de grootste exemplaren heeft het schedeldak een lengte van tegen de twee meter. De schedel is robuust. Het voorste deel van de kop is onbekend. De wandbeenderen hebben vooraan op hun gezamenlijke middenlijn een inkeping. Achteraan dragen ze een bult die zich zijwaarts voortzet over de dermopterotica. Het wandbeen is vrij breed en kort ten opzichte van het postparietale. Het postparietale draagt achteraan een tweede bult. De bovenkant van de oogkas wordt gevormd door een dermosfenoticum.

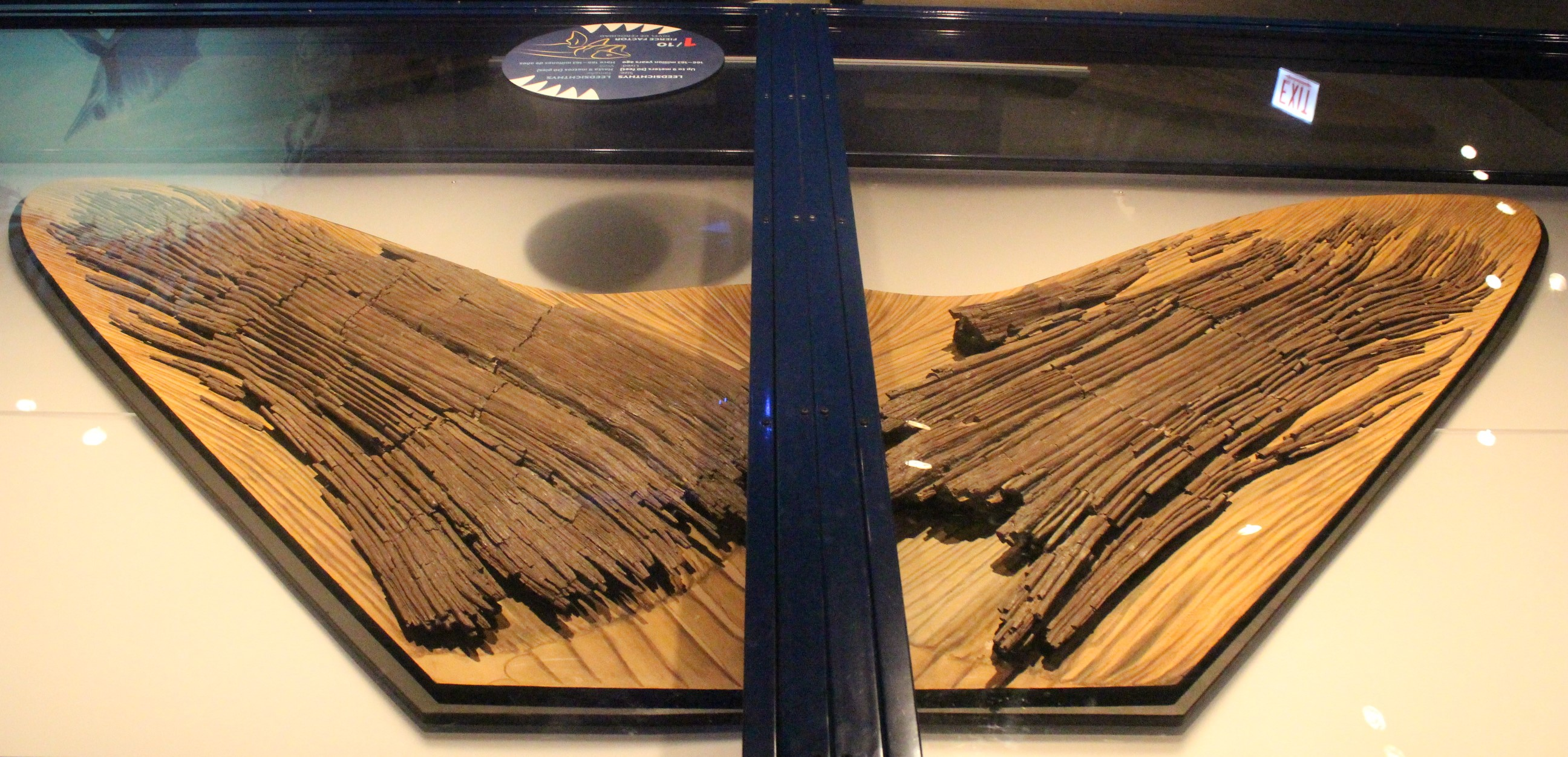
De staartvin

De aantallen en de locatie van de vinnen van Leedsichthys zijn onzeker. In het fossiel materiaal zijn rugvinnen en lange zeisvormige borstvinnen met een lage plaatsing aanwezig. Bij specimen NHM P.10000 hebben de borstvinnen, voorzien van tien stralen, een bewaarde lengte van vijfenzeventig centimeter bij een breedte van 235 millimeter. Bij het vermoedelijk wat kleinere exemplaar PETMG F174 is een bijna complete borstvin aangetroffen met een lengte van 1363 millimeter en een geschatte maximale breedte van 278 millimeter. Bij de grootste dieren moeten de borstvinnen dus een lengte van tweeënhalve meter hebben bereikt met een achterwaartse knik van 10° in het midden. Veel illustraties tonen buikvinnen maar daar zijn geen aanwijzingen voor — er is ook geen bekkenplaat — wel voor een korte driehoekige aarsvin. De precieze positie van de rugvin en aarsvin is onbekend. Alle vinstralen zijn benige lepidotrichia; ze zijn ongesegmenteerd, wat de vinnen verstijft, en gevorkt of gesplitst. Die van de borstvinnen zijn asymmetrisch gevorkt, waarbij ze misschien ook gesplitst werden in een hogere en lagere laag. De langste stralen tonen drie opeenvolgende splitsingpunten zodat hun uiteinden in minstens acht punten uiteenliepen. De voorste stralen zijn ronder en dikker; de achterste dunner en afgeplat, vooral bovenaan waar ze voorzien zijn van diepe lengtegroeven. De grote verticale staartvin is symmetrisch en heeft bij NHM P.10000 een bewaarde hoogte van 274 centimeter en een lengte van ruim een meter wat een oppervlakte van 1,745 m² oplevert. De staartvin is opgebouwd uit een bovenste en onderste lob die ieder weer linker- en rechterhelften hebben met ieder tot achtendertig hoofdstralen die naar hun uiteinden toe weer splitsen. Tussen de hoofdlobben bevindt zich een kleinere middenlob die iets naar achteren uitsteekt. Er is een dubbele rij verbeende supraneuralia, in dit geval dus beenknobbels aan weerszijden van de wervelkolom, aanwezig tussen de kop en de rugvin. Verbeende huidschubben ontbreken.
De kieuwkorf bij specimen NHM P.10156 heeft een bewaarde lengte van 1545 millimeter en een breedte van 114 centimeter; de laatste dimensie is nog vergroot doordat de bij het levende dier naast elkaar liggende helften bij het fossiel vóór elkaar geschoven zijn. Dat geeft meteen een goede indicatie van de breedte van de romp, die dus vrij sterk overdwars afgeplat was zoals bij de meeste beenvisachtigen. Bij "Ariston" was de afstand tussen de borstvinnen vaststelbaar op 1005 millimeter. De onderste drie kieuwbogen zijn niet onderaan vergroeid zoals Martill in 1988 per abuis dacht. Het kieuwapparaat rust per zijde onderaan op een apart hypohyale. Bij kieuwbogen één en twee zijn onderaan hypobranchialia aangetroffen en bij kieuwbogen een tot en met vijf ceratobranchialia; de tweede ceratobranchialia zijn de langste elementen met een lengte van negenennegentig centimeter. Een derde hypobranchiale was vermoedelijk aanwezig. Op de onderste middenlijn van de vierde kieuwbogen bevindt zich een vierde basibranchiale van vierendertig centimeter. De vijfde kieuwboog is achteraan met het geheel vergroeid. De ceratobranchialia hebben de doorsnede van een gelijkzijdige driehoek en zijn niet onderaan met de hypobranchialia vergroeid. De hypobranchialia maken bij het fossiel onderaan een hoek van 21,5° met elkaar wat suggereert dat hun contactpunt een functioneel gewricht vormde. Misschien kon daarmee de hele muil verbreed worden, tot ongeveer zestig centimeter, of diende het om extra water en voedseldeeltjes door de kieuwen te pompen. De kieuwen bezitten kieuwzeven, bestaande uit op de kieuwbogen aanwezige ongeveer 7,5 centimeter lange parallelle licht gebogen rakels (fanunculi) met bovenop aan beide opstaande randen een "rafel" van tientallen schuin naar voren gerichte lage "tanden" of fimbriae die weer verbonden zijn met de eigenlijke zeefstructuur die opgebouwd is uit rijen zeer delicate twee millimeter brede beenplaatjes die oorspronkelijk bij de Chileense vondsten zijn aangetroffen en waarvan de precieze structuur door een studie door Liston van de Franse specimina verduidelijkt werd. De beenplaatjes, nauw aaneengesloten, overspannen in een schuine stand van beide zijden de ruimte tussen de rakels die op ongeveer een centimeter van elkaar staan. De langste beschreven rakel heeft een lengte van 112 millimeter, de kortste is zo'n drie centimeter lang. De honderden rakels zelf zijn over hun bovenste lengte in tweeën gedeeld door een brede middengroeve, die weer door een tussenschot gescheiden wordt van een interne holte, en hebben een verbrede vertakte basis. Voordat de beenplaatjes ontdekt werden, nam Martill aan dat de "tanden" en de bijbehorende groeven op de zijkanten de kassen waren van bij elkaar zo'n veertigduizend naaldvormige punten, net als bij planktonetende haaien. Bij sommige grote rakels vergroeien de zijranden met elkaar tot een enkele rand boven het midden. De zeven onderscheppen voedseldeeltjes als het water door de mond de kieuwen inspoelt. Ze waren vermoedelijk via zacht weefsel met de ceratobranchialia verbonden, de verbeningen die het midden van de kieuwbogen ondersteunden. De hoek tussen het vierde ceratobranchiale en het vierde basibranchiale is ongeveer 15,5°. Van de bovendelen van de bogen, epibranchialia en pharyngobranchialia, zijn bij alle exemplaren van Leedsichthys slechts onduidelijke resten bekend.

### Controverse over de lichaamsomvang

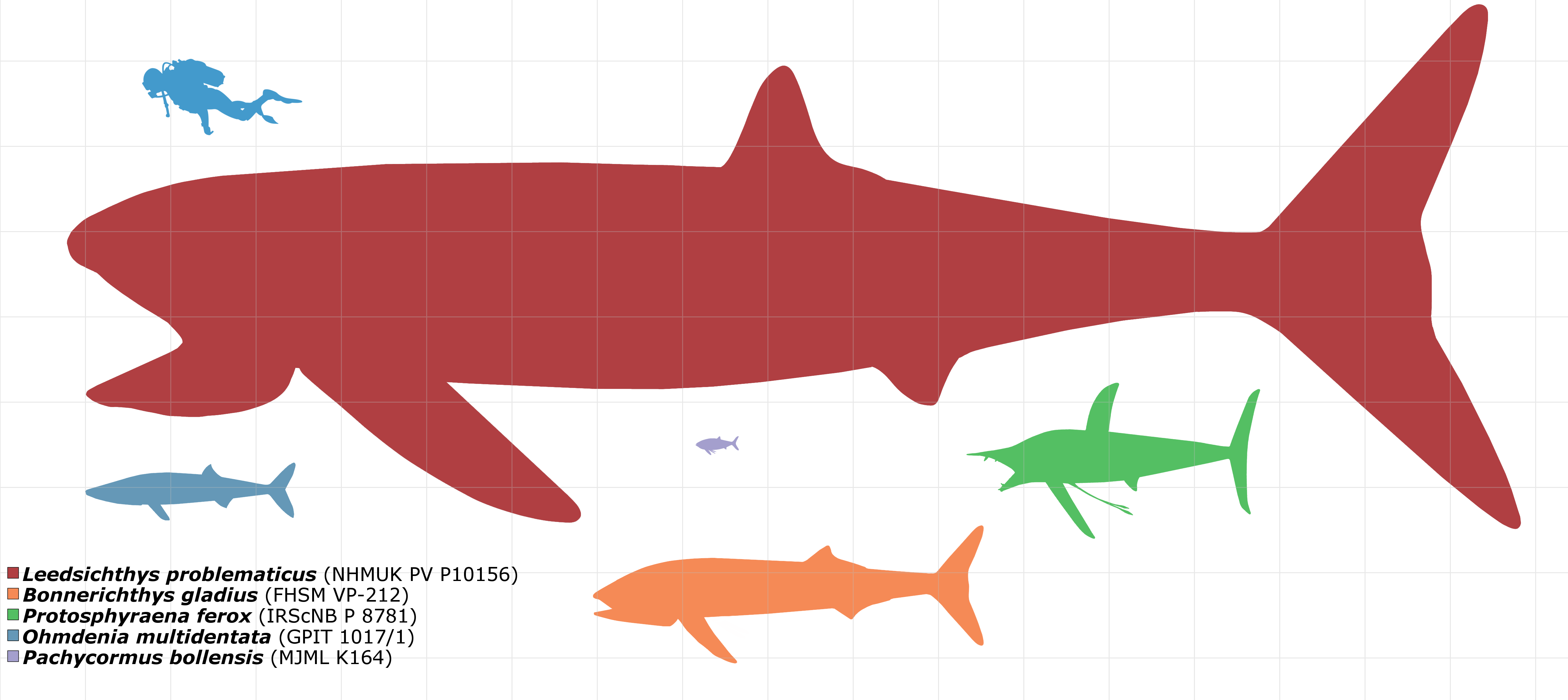
Lichaamsomvang vergeleken met een mens en verwanten

## Levenswijze

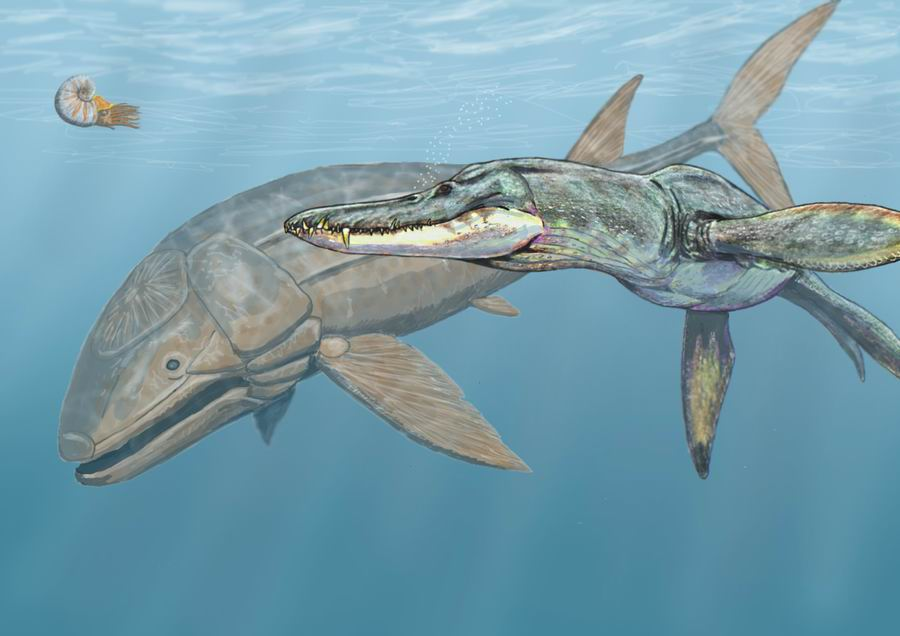
Leedsichthys en Liopleurodon. Leedsichthys is hier "ouderwets" geïllustreerd, de interpretatie van Martill uit 1986 volgend